# Jan Stenerud
(en) Statistiques sur pro-football-reference
Jan Stenerud, né le 26 novembre 1942 à Fetsund, est un joueur norvégien de football américain ayant évolué comme Kicker.

## Biographie
Il étudia à la Montana State University - Bozeman et joua pour les Montana State Bobcats. Il fait ses premiers matchs à cette époque car, originaire de Norvège, il est plutôt spécialiste du saut à ski. Stenerud utilisait une technique de tir proche du football européen, un peu à la manière de Pete Gogolak.
Il ne fut pas drafté mais commença sa carrière professionnelle en 1967 aux Chiefs de Kansas City en American Football League et ceux-ci se retrouvent à partir de 1970 dans la National Football League. Il remporta avec les Chiefs le Super Bowl IV. En 1980, il s'engage avec les Packers de Green Bay, puis en 1984 avec les Vikings du Minnesota.
Il est sélectionné pour quatre Pro Bowl (1970, 1971, 1975 et 1984) et sera sept fois All-Pro (1970, 1971, 1974, 1975, 1976, 1981 et 1984).
Il fait partie de l'équipe du 75e anniversaire de la NFL et fut intronisé au Pro Football Hall of Fame.

## Statistiques

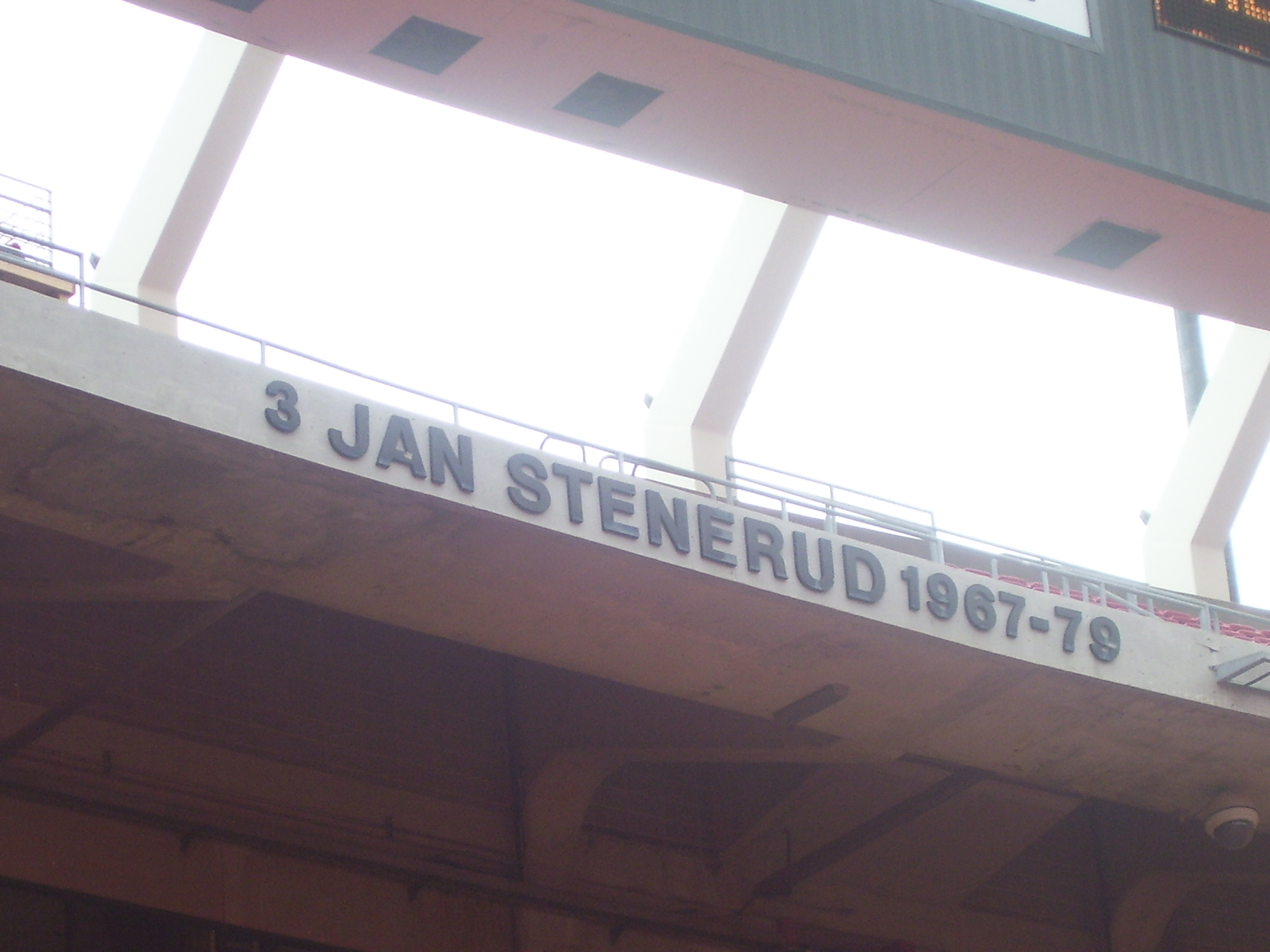
Le nom de Jan Stenerud dans l'enceinte du Arrowhead Stadium de Kansas City.

| Année  | Équipe  | MJ     |        | Field goals | Field goals | Field goals | Field goals |         | Extra Points | Extra Points | Extra Points |      | Punt | Punt | Punt |
| Année  | Équipe  | MJ     | Tentés | Réussis     | %           | Long        | Tentés      | Réussis | %            | Tentés       | Yards        | Moy. |      |      |      |
| 1967   | Chiefs  | 14     | 36     | 21          | 58,3        | 54          | 45          | 45      | 100          |              |              |      |      |      |      |
| 1968   | Chiefs  | 14     | 40     | 30          | 75          | 52          | 40          | 39      | 97,5         |              |              |      |      |      |      |
| 1969   | Chiefs  | 14     | 35     | 27          | 77,1        | 54          | 38          | 38      | 100          |              |              |      |      |      |      |
| 1970   | Chiefs  | 14     | 42     | 30          | 71,4        | 55          | 26          | 26      | 100          |              |              |      |      |      |      |
| 1971   | Chiefs  | 14     | 44     | 26          | 59,1        | 54          | 32          | 32      | 100          |              |              |      |      |      |      |
| 1972   | Chiefs  | 14     | 36     | 21          | 58,3        | 50          | 32          | 32      | 100          |              |              |      |      |      |      |
| 1973   | Chiefs  | 14     | 38     | 24          | 63,2        | 47          | 23          | 21      | 91,3         |              |              |      |      |      |      |
| 1974   | Chiefs  | 14     | 24     | 17          | 70,8        | 50          | 26          | 24      | 92,3         |              |              |      |      |      |      |
| 1975   | Chiefs  | 14     | 32     | 22          | 68,8        | 51          | 31          | 30      | 96,8         |              |              |      |      |      |      |
| 1976   | Chiefs  | 14     | 38     | 21          | 55,3        | 52          | 33          | 27      | 81,8         | 1            | 28           | 28   |      |      |      |
| 1977   | Chiefs  | 14     | 18     | 8           | 44,4        | 37          | 28          | 27      | 96,4         |              |              |      |      |      |      |
| 1978   | Chiefs  | 16     | 30     | 20          | 66,7        | 47          | 26          | 25      | 96,2         |              |              |      |      |      |      |
| 1979   | Chiefs  | 16     | 23     | 12          | 52,2        | 46          | 29          | 28      | 96,6         |              |              |      |      |      |      |
| 1980   | Packers | 4      | 5      | 3           | 60          | 40          | 3           | 3       | 100          |              |              |      |      |      |      |
| 1981   | Packers | 16     | 24     | 22          | 91,7        | 53          | 36          | 35      | 97,2         |              |              |      |      |      |      |
| 1982   | Packers | 9      | 18     | 13          | 72,2        | 48          | 27          | 25      | 92,6         |              |              |      |      |      |      |
| 1983   | Packers | 16     | 26     | 21          | 80,8        | 48          | 52          | 52      | 100          |              |              |      |      |      |      |
| 1984   | Vikings | 16     | 23     | 20          | 87          | 54          | 31          | 30      | 96,8         |              |              |      |      |      |      |
| 1985   | Vikings | 16     | 26     | 15          | 57,7        | 49          | 43          | 41      | 95,3         |              |              |      |      |      |      |
| Totaux | Totaux  | Totaux | 558    | 373         | 66,8        | 55          | 601         | 580     | 96,5         | 1            | 28           | 28   |      |      |      |